# Glycogen

Sơ đồ biểu diễn mặt cắt hai chiều của glycogen: Một protein glycogenin (một loại enzym) ở trung tâm được bao quanh bởi các nhánh đơn vị glucose. Toàn bộ cấu trúc tổng thể dạng hạt này có thể chứa xấp xỉ 30.000 đơn vị glucose.

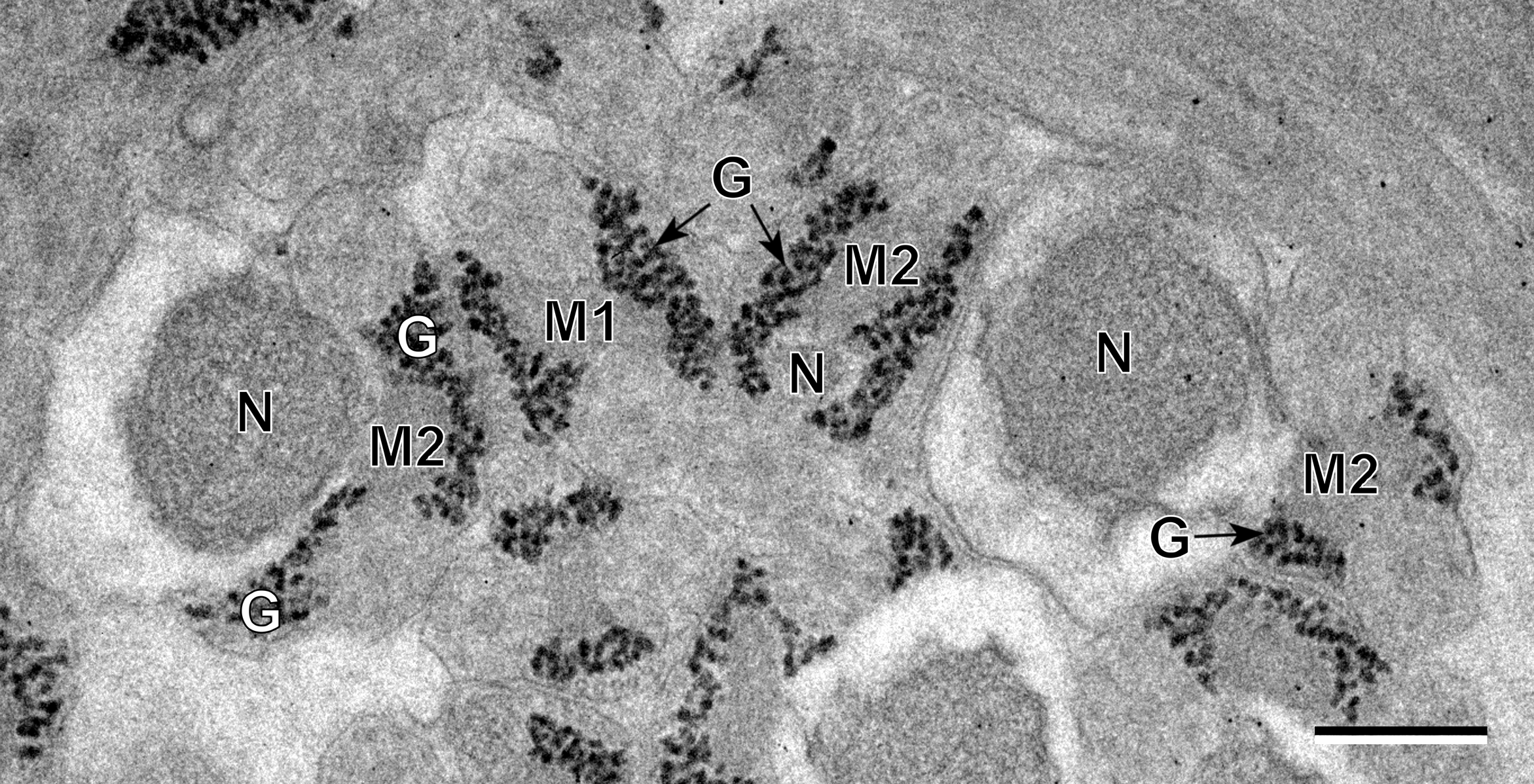
Glycogen (dạng hạt đen) trong tinh trùng giun dẹp; ảnh chụp dưới kính hiển vi điện tử truyền qua, tỷ lệ: 0.3 µm

Glycogen là một đại phân tử polysaccharide đa nhánh của glucose có vai trò làm chất dự trữ năng lượng trong cơ thể động vật và nấm. Cấu trúc polysaccharide đại diện cho dạng lưu trữ chính của glucose trong cơ thể.
Ở người, glycogen được hình thành và tích trữ chủ yếu trong các tế bào của gan và cơ hiđrat hóa với ba hoặc bốn phần nước. Chức năng của glycogen là một nguồn phụ dự trữ năng lượng lâu dài, với nguồn dự trữ chính là chất béo nằm trong mô mỡ. Glycogen ở cơ chuyển hóa thành đường glucose bởi các tế bào cơ, và glycogen ở gan chuyển hóa thành glucose được sử dụng cho toàn bộ hệ thống cơ thể bao gồm hệ thần kinh trung ương.
Glycogen tương tự như tinh bột, một polyme glucose có chức năng dự trữ năng lượng ở thực vật. Nó có cấu trúc giống với amylopectin (thành phần của tinh bột), nhưng có nhiều nhánh hơn và xếp khít nhau hơn so với tinh bột. Cả hai có dạng bột trắng khi ở trạng thái khô. Glycogen có hình dạng hạt trong bào tương/tế bào chất ở nhiều loại tế bào, và nó đóng vai trò quan trọng đối với chu trình glucose. Nguồn cấp năng lượng từ glycogen có thể nhanh chóng biến đổi thành dạng năng lượng đáp ứng ngay lập tức yêu cầu cần thiết của cơ thể về glucose, nhưng sự tích trữ này vẫn nhỏ hơn so với chất béo triglyceride (lipid) tích trữ năng lượng.
Trong gan, glycogen chiếm 5 đến 6% trọng lượng tươi của nó (khoảng 100–120 g ở người lớn). Chỉ glycogen trong gan là nguồn dự trữ năng lượng cho các cơ quan khác. Ở các cơ, glycogen chiếm tỷ trọng thấp (khoảng 1-2% khối lượng cơ). Lượng glycogen trữ trong cơ thể—đặc biệt là ở cơ, gan, và hồng cầu—chủ yếu phụ thuộc vào hoạt động thể chất, tốc độ trao đổi chất cơ sở, và thói quen ăn uống. Có một lượng nhỏ glycogen trong thận, và một lượng ít hơn nữa trong các tế bào thần kinh đệm (Neuroglia cells) ở não và bạch cầu. Tử cung cũng tích lũy glycogen trong thai kỳ để nuôi dưỡng phôi.

## Cấu trúc

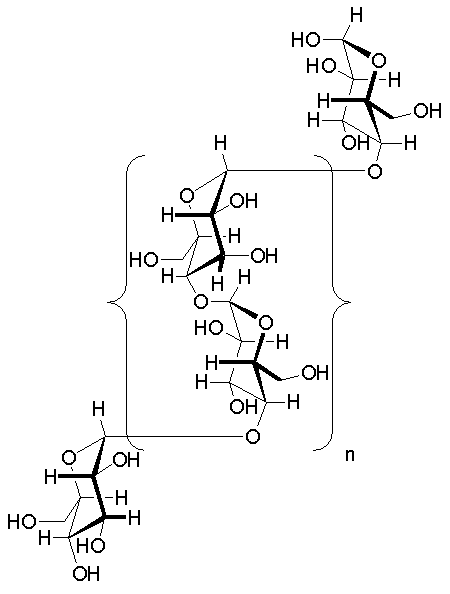
1,4-α-glycosidic linkages in the glycogen oligomer

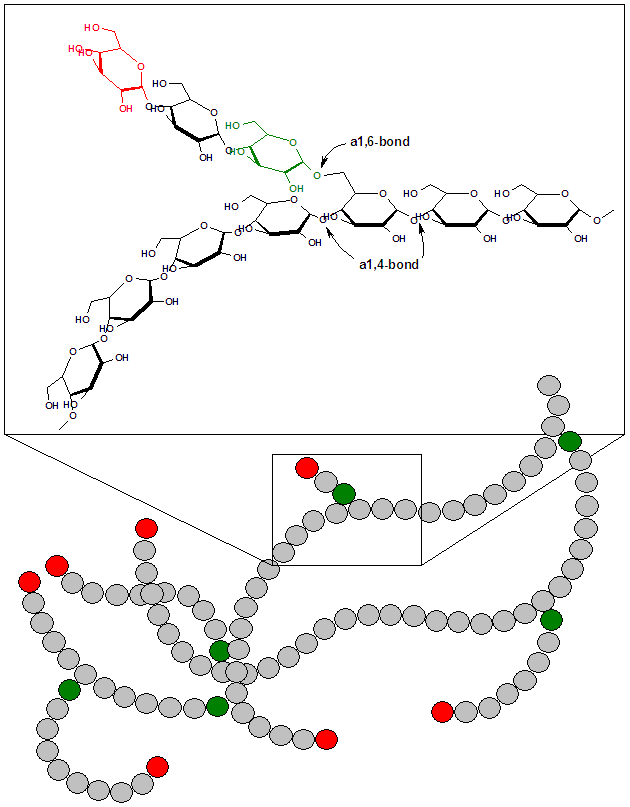
1,4-α-glycosidic and 1,6-glycosidic linkages in the glycogen oligomer

Glycogen là một polyme sinh học phân nhánh chứa các mạch thẳng của phần cặn của glucose và cứ cách từ 8 đến 12 phân tử glucose thì có một mạch nhánh. Glucose được liên kết thẳng với nhau thông qua liên kết glycosidic α(1→4) từ một glucose tới phân tử tiếp theo. Các nhánh liên kết với chuỗi polyme chính bằng liên kết glycosidic α(1→6) giữa glucose thứ nhất của nhánh mới với glucose trên mạch chính.
Do quá trình sinh tổng hợp lên glycogen, mỗi hạt glycogen có một protein glycogenin ở lõi của nó.
Glycogen trong cơ, gan và tế bào béo được giữ dưới dạng hydrat hóa, (3 đến 4 phần nước) kết hợp với kali (0,45 mmol K/g glycogen).